# فانيسا بانوف
فانيسا بانوف هي لاعبة جمباز إيقاعي كندية، ولدت في 26 نوفمبر 1999.